# Erik Friberger

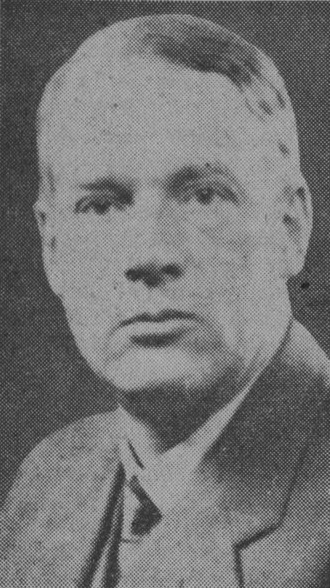
Erik Friberger

Erik Georg Friberger, född 24 september 1889 i Nykroppa, Värmland, död 30 oktober 1968 i Göteborg, var en svensk arkitekt.

## Biografi
Friberger, som var son till köpman Georg Friberger och Siri Rohloff, utexaminerades från Kungliga Tekniska högskolan 1912 och från Kungliga Konsthögskolan 1914. Han var anställd på Stockholms rådhusbyggnadsbyrå 1914–1917 samt bedrev egen arkitektverksamhet i Göteborg 1917–1921 och från 1954. Han var arkitekt vid Byggnadsstyrelsen 1921, stadsplanearkitekt i Göteborgs stad 1921–1926 samt länsarkitekt i Göteborgs och Bohus län 1926–1954 och i Hallands län 1926–1938. Han var ordförande i Länsarkitekternas förening 1933–1938 och i Tekniska samfundets i Göteborg avdelning för husbyggnadskonst 1938–1941. Utöver nedanstående skrifter författade han artiklar i fackpress rör stadsplane- och byggnadsfrågor.
Friberger intresserade sig bland annat för funktionella, flexibla bostadslösningar och utvecklade flera system för prefabrikation av byggnadsdelar. Ett av hans mest kända verk är Däckshuset i Kallebäck, ett radikalt projekt där individuella hus placerades på varandra i ett parkeringshusliknande betongdäckssystem. Han  skapade Fritidspaviljongen i Fritidsutställningen 1936 i Ystad. Ett annat projekt var experimenthusen på Skillnadsgatan i Göteborg där Fribergers idéer är särskilt tydliga i huset som är byggt med stålbalkar som framträdande delar.
Erik Friberger var 1919–33 gift med Elsa Stina Gullberg (1895–1968) och 1938 med Stina Tellander (1910–2004), dotter till ingenjör Gunnar Tellander och Greta Mark. Han hade barnen Ulrika och Tomas (födda 1925), Per (född 1939), Johan (född 1941) och Anna Friberger (född 1944).
Han är begravd på Kvibergs kyrkogård i Göteborg.

## Verk i urval

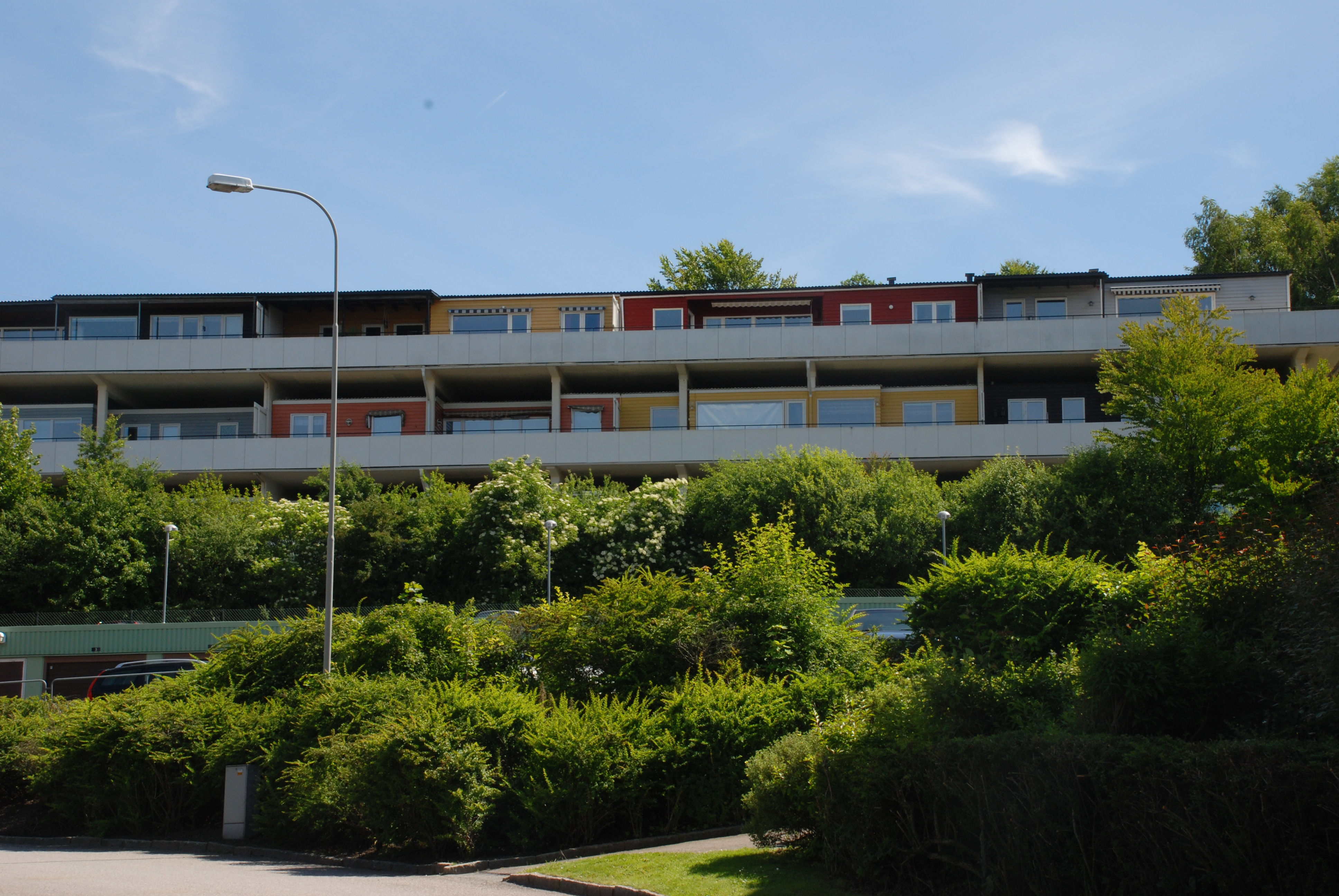
Däckshuset i Kallebäck.

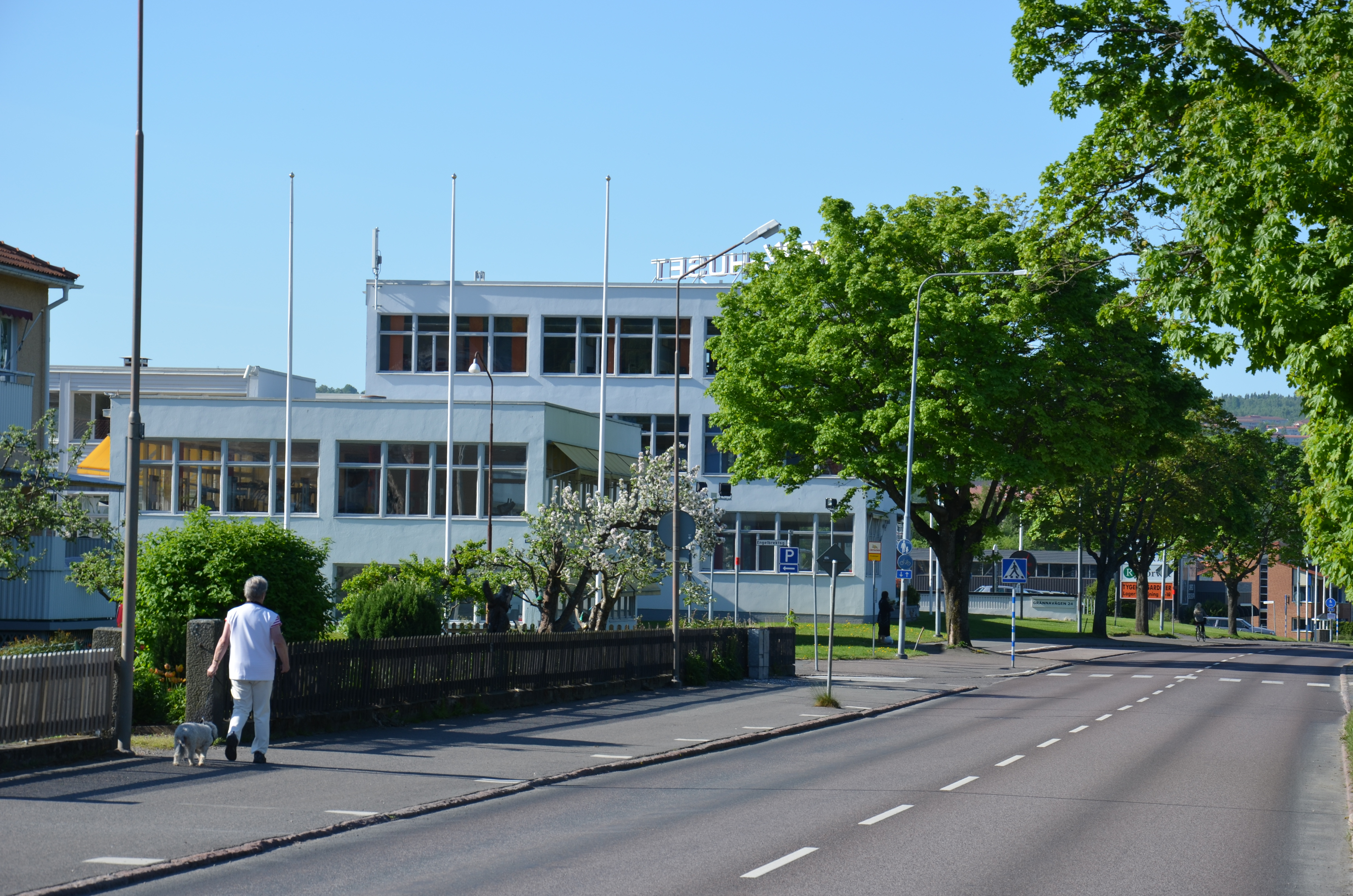
Junex, Huskvarna.

- Kv. Betel, HSB, i Masthuggsbergen, Paradisgatan, Göteborg 1930
- Hotell Tylösand, Tylösand, 1931
- Flerfamiljshus, Kolonigatan. , Göteborg 1934
- Radhus, Munkebäcksgatan, Göteborg 1934
- Flerfamiljshus, Gibraltarg-Eklandag, Göteborg 1935
- Landshövdingehus, Paradisgatan, Göteborg 1935
- Vidkärrs barnhem, Torpagatan, Göteborg 1936
- Junex industrilokaler, Grennavägen, Huskvarna 1936
- Villa Lange, Barrskogsgatan 13, Göteborg 1938
- Landstingshusets tillbyggnad, Stora Badhusgatan, Göteborg 1946
- Enfamiljshus som del i experimentbostadsområde (för Egnahemsbyrån), Skillnadsgatan, Göteborg 1949
- Däckshus, Smörgatan Göteborg 1960
- Det längre (240 meter) av Kvibergshusen (för Samhällsbyggen), Göteborg, 1960
- Bostadshus längs Mandolingatan, Västra Frölunda, 1964 (för Samhällsbyggen)[7]